# Расмуссен, Йёрген
Йёрген Ра́смуссен (дат. Jørgen Rasmussen, род. 19 февраля 1937, Ринге, Свеннборг) — датский футболист, игравший на позиции нападающего. Выступал за клуб «Б 1913». Участник чемпионата Европы 1964 года в составе национальной сборной Дании.

## Клубная карьера
В профессиональном футболе дебютировал в 1960 году за клуб «Б 1913», цвета которого и защищал на протяжении всей своей карьеры игрока, продолжавшейся десять лет. В 1963 году стал обладателем Кубка Дании, отыграв весь финальный матч против «Кёге» (2:1). В сезоне 1961/1962 принял участие в Кубке европейских чемпионов, где отметился двумя забитыми мячами в первом квалификационном раунде против люксембургской «Споры», однако во втором квалификационном раунде клуб был разгромлен мадридским «Реалом». В сезоне 1963/1964 отметился забитым мячом в Кубке обладателей кубков в матче против французского «Лиона» (1:3).

## Карьера в сборной
6 сентября 1964 года дебютировал в официальных матчах в составе национальной сборной Дании в рамках чемпионата Северной Европы против Финляндии (1:2) и забил единственный гол команды. Этот матч был первым и последним для Йёргена в составе национальной команды.
В составе сборной был участником чемпионата Европы 1964 года во Франции.

## Статистика

### Матчи Расмуссена за сборную Дании
| Матчи Расмуссена за сборную Дании | Матчи Расмуссена за сборную Дании | Матчи Расмуссена за сборную Дании | Матчи Расмуссена за сборную Дании | Матчи Расмуссена за сборную Дании | Матчи Расмуссена за сборную Дании   |
| --------------------------------- | --------------------------------- | --------------------------------- | --------------------------------- | --------------------------------- | ----------------------------------- |
| №                                 | Дата                              | Соперник                          | Счёт                              | Голы Расмуссена                   | Соревнование                        |
| 1                                 | 6 сентября 1964                   | Финляндия                         | 1:2                               | 1                                 | Чемпионат Северной Европы 1964—1967 |

Итого: 1 матч / 1 гол; 0 побед, 0 ничьих, 1 поражение.

## Достижения
«Кёге»
- Кубок Дании: 1962/1963